# Kircheib
Kircheib é um município localizada no distrito de Altenkirchen, na associação municipal de Verbandsgemeinde Altenkirchen, no estado da Renânia-Palatinado.

## População
| - 1815 – 240 - 1835 – 257 - 1871 – 336 - 1905 – 331 - 1939 – 302 - 1950 – 334 | - 1961 – 376 - 1965 – 362 - 1970 – 399 - 1975 – 369 - 1980 – 373 - 1985 – 365 | - 1987 – 400 - 1990 – 429 - 1995 – 483 - 2000 – 502 - 2005 – 543 |